# Parkānlū
Parkānlū (persiska: پرکانلو) är en ort i Iran.   Den ligger i provinsen Nordkhorasan, i den nordöstra delen av landet, 600 km öster om huvudstaden Teheran. Parkānlū ligger 1 417 meter över havet och antalet invånare är 165.
Terrängen runt Parkānlū är varierad. Runt Parkānlū är det ganska glesbefolkat, med 30 invånare per kvadratkilometer. Närmaste större samhälle är Esfarāyen, 8,0 km väster om Parkānlū. Trakten runt Parkānlū består i huvudsak av gräsmarker.